# Rodrigatos de la Obispalía
Rodrigatos de la Obispalía es una localidad española perteneciente al municipio de Brazuelo, en la provincia de León, comunidad autónoma de Castilla y León.

## Geografía

### Ubicación
| Noroeste: Manzanal del Puerto | Norte: Ucedo | Noreste: Porqueros                |
| Oeste: Veldedo                |              | Este: Vanidodes                   |
| Suroeste Veldedo              | Sur: Veldedo | Sureste: Quintanilla de Combarros |

## Demografía
Evolución de la población
| Gráfica de evolución demográfica de Rodrigatos de la Obispalía entre 2000 y 2016 |
|                                                                                  |
| Población de derecho (2000-2016) según el padrón municipal del INE               |